# Tricalamus menglaensis
Espèce
Tricalamus menglaensis est une espèce d'araignées aranéomorphes de la famille des Filistatidae.

## Distribution
Cette espèce est endémique du Yunnan en Chine,. Elle a été découverte dans le xian de Mengla.

## Description
La femelle holotype mesure 3,50 mm et le mâle paratype 2,50 mm.

## Étymologie
Son nom d'espèce, composé de mengla et du suffixe latin -ensis, « qui vit dans, qui habite », lui a été donné en référence au lieu de sa découverte, le xian de Mengla.

## Publication originale
- Wang, 1987 : Study on the spiders of Filistatidae in south China I. Tricalamus gen. nov. (Arachnid: Araneae). Acta Zootaxonomica Sinica, vol. 12, no 2, p. 142-159.